# Le Mesnil-au-Val
Le Mesnil-au-Val is een gemeente in het Franse departement Manche (regio Normandië) en telt 553 inwoners (1999). De plaats maakt deel uit van het arrondissement Cherbourg.

## Geografie
De oppervlakte van Le Mesnil-au-Val bedraagt 13,2 km², de bevolkingsdichtheid is 41,9 inwoners per km².
De onderstaande kaart toont de ligging van Le Mesnil-au-Val met de belangrijkste infrastructuur en aangrenzende gemeenten.

## Demografie
Onderstaande figuur toont het verloop van het inwonertal (bron: INSEE-tellingen).

Bretteville · Cherbourg-en-Cotentin (deels) · Digosville · Le Mesnil-au-Val
1. ↑  Populations de référence 2022.